# Liste der Kulturdenkmäler in Erpolzheim
In der Liste der Kulturdenkmäler in Erpolzheim sind alle Kulturdenkmäler der rheinland-pfälzischen Ortsgemeinde Erpolzheim aufgeführt. Grundlage ist die Denkmalliste des Landes Rheinland-Pfalz (Stand: 19. Dezember 2024).

## Einzeldenkmäler
| Bezeichnung                | Lage                         | Baujahr                            | Beschreibung | Bild                           |
| -------------------------- | ---------------------------- | ---------------------------------- | --- | ------------------------------ |
| Bahnhof Erpolzheim         | Bahnhofstraße 72 Lage        | 1873                               | zweieinhalbgeschossiger spätklassizistischer Rechteckbau, 1873 | weitere Bilder Fotos hochladen |
| Rathaus                    | Hauptstraße 23 Lage          | 1752                               | spätbarocker Walmdachbau, bezeichnet 1752; Kriegergedächtnistafel 1914/18                                                                                                   | weitere Bilder Fotos hochladen |
| Wohnhaus                   | Hauptstraße 40 Lage          | zweite Hälfte des 18. Jahrhunderts | spätbarockes Wohnhaus, Veränderungen 1911 (?); in einem Neubau als Spolie Zugang zum ehemaligen Kelterhaus, bezeichnet 1756                                                 | Fotos hochladen                |
| Protestantisches Pfarrhaus | Hauptstraße 48 Lage          | 1754                               | ehemaliges protestantisches Pfarrhaus; stattlicher spätbarocker Krüppelwalmdachbau, bezeichnet 1754, Architekt Franz Wilhelm Rabaliatti; Renaissance-Hoftor bezeichnet 1613 | Fotos hochladen                |
| Protestantische Kirche     | Hauptstraße 50 Lage          | 1848/49                            | spätklassizistischer Saalbau, 1848/49, Architekten David Jung und Eduard Hatzel                                                                                             | weitere Bilder Fotos hochladen |
| Kriegerdenkmal             | Hauptstraße, vor Nr. 50 Lage | 1967                               | in der Stützmauer: Kriegerdenkmal 1914/18 und 1939/45 von 1967 | Fotos hochladen                |
| Schulhaus                  | Hauptstraße 52 Lage          | 1899                               | ehemaliges Schulhaus; ein- bis eineinhalbgeschossiger spätklassizistischer Putzbau, bezeichnet 1899, Architekt Stahl                                                        | Fotos hochladen                |